# Walther Heissig

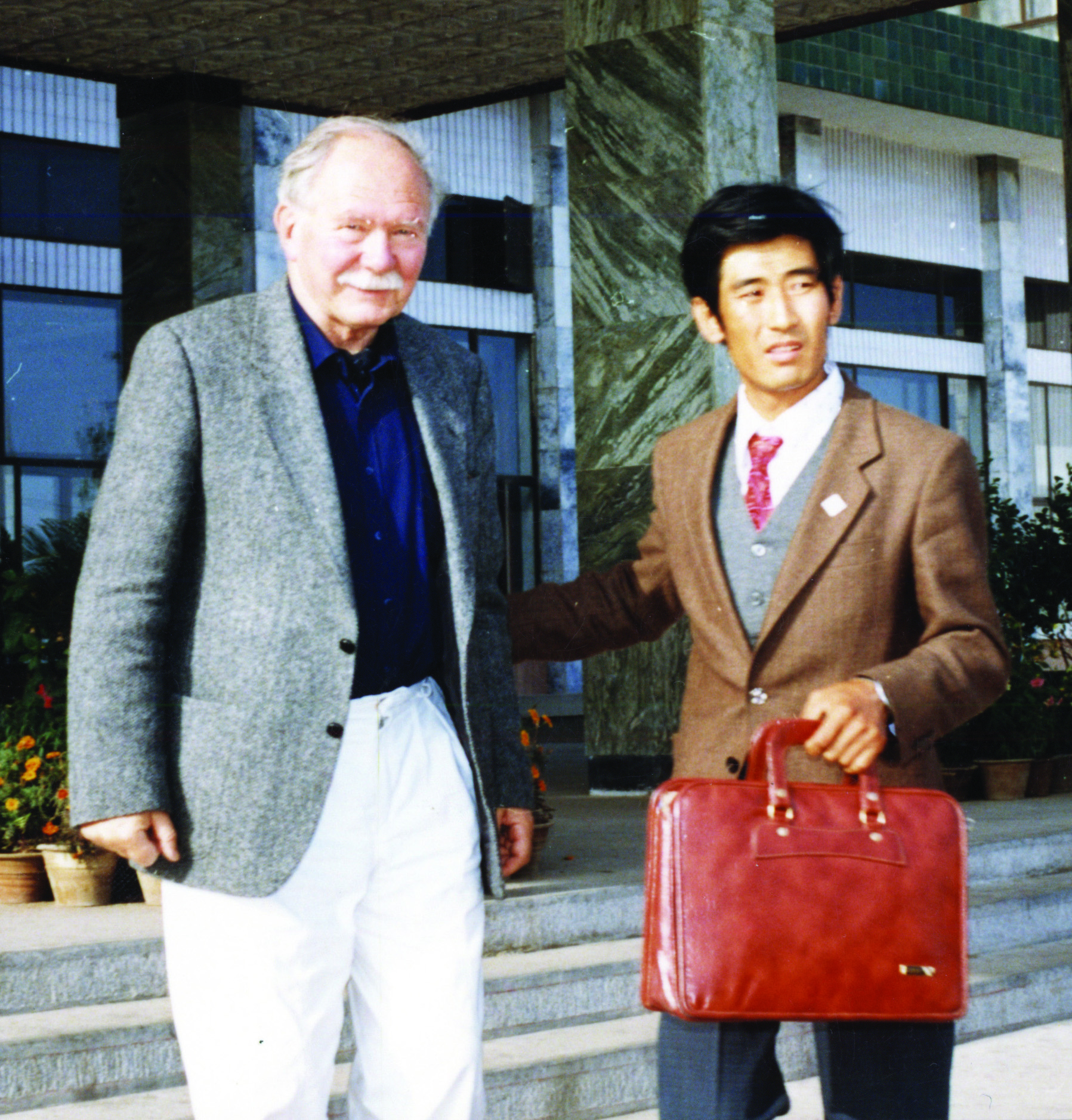
Walther Heissig mit Hurcabaatur Solonggod 1987 in Hohhot

Walther Heissig (* 5. Dezember 1913 in Wien; † 15. September 2005) war ein österreichischer Mongolist.

## Leben und Wirken
Heissig trat Ende 1932 der SA bei und wechselte am 8. Februar 1934 in die SS. Er war ein exzellenter Kenner der Mongolei und sprach auch die mongolische Sprache perfekt. In den Jahren um 1940 hielt er sich im ostasiatischen Raum auf, arbeitete an Studien, führte Sprachüberprüfungen durch und hielt unter anderem Vorlesungen an der Pekinger Universität. Im Jahr 1941 reichte er seine Dissertation ein, die sich mit dem mongolischen Kulturwandel in der Provinz Xing’an beschäftigte. Zahlreiche Artikel über die mongolische Geschichte, Literatur und Kunst folgten. Zeitweilig wurde er auch zu militärischen Zwecken eingesetzt. So übersetzte er das mongolische Morse-Alphabet in dieser Zeit, das durch nachrichtendienstliche Institutionen zum Abhören des Funkverkehrs benutzt wurde. Nach dem Zerfall des Dritten Reiches 1945 war er zeitweilig von US-amerikanischen Truppen inhaftiert.
Er war ab 1964 Ordinarius für Sprach- und Kulturwissenschaft Zentralasiens und Direktor des gleichnamigen Seminars an der Universität Bonn. Er hat zahlreiche größere Werke und Einzelstudien zur mongolischen Literatur, Kultur und Geschichte veröffentlicht sowie mongolische Quellen gesammelt und ediert.
1988 wurde er zum Mitglied (Fellow) der British Academy gewählt.

## Veröffentlichungen (Auswahl)
- Das gelbe Vorfeld: Die Mobilisierung der chinesischen Außenländer, Heidelberg u. a.: Vowinckel 1941.
- Der mongolische Kulturwandel in den Hsingan-Provinzen Mandschukuos, Wien: Holzhausen, 1941.
- Die mongolische Geschichtsschreibung im 18. und 19. Jahrhundert, Köln: Böhlau, 1952.
- Ein Volk sucht seine Geschichte: die Mongolen und die verlorenen Dokumente ihrer grossen Zeit, Düsseldorf/Wien: Econ Verlag, 1964.
- mit Giuseppe Tucci: Die Religionen Tibets und der Mongolei (= Die Religionen der Menschheit, 20), Stuttgart u. a.: Kohlhammer, 1970, DNB 457921137.
  - Englisch: The Religions of Mongolia. Geoffrey Samuel (Übersetzer), London/Henley: Routledge & Kegan Paul, 1980, ISBN 0-7103-0685-7.
- Geschichte der Mongolen und ihres Fürstenhauses Saġang Sečen, Zürich: Manesse-Verlag, 1985.
- Motive und Analysen mongolischer Märchen, Wiesbaden: Harrassowitz, 2003.